# 律蔵
律蔵（りつぞう、巴・梵: Vinayapiṭaka（ヴィナヤピタカ））とは、仏教の聖典（仏典・三蔵）の一部であり、僧伽（僧団）内の規則である「律」（巴・梵: Vinaya（ヴィナヤ））をまとめたもの。

## 種類

### 上座部仏教（南伝仏教）
上座部仏教（南伝仏教）の聖典である『パーリ仏典』における律蔵は、通称『パーリ律』と呼ばれる。
主な内容は、
- 経分別（きょうふんべつ） - 具足戒（波羅提木叉）
- 犍度（けんど） - 僧伽（僧団）運営規則

の2つから構成される。

### 中国仏教（北伝仏教）
中国仏教（北伝仏教）には、部派仏教の律として、以下の5種が伝わっている。
- 『四分律』（法蔵部）
- 『五分律』（化地部）
- 『摩訶僧祇律』（摩訶僧祇部）
- 『十誦律』（説一切有部）
- 『根本説一切有部律』（根本説一切有部）

この内、中国仏教（北伝仏教）圏で最も流行したのは、律宗で採用され、鑑真によって日本にも伝えられた『四分律』である。
ただし、大乗仏教として大きく変質し、様々な大乗仏教経典が大幅に追加されながら、段階的に輸入・翻訳されてきた歴史的経緯から、中国仏教（北伝仏教）圏における律の比重は、それほど高いとは言えない。全般的には軽視されて来たと言っていい。日本においても、平安時代以降、天台宗や禅宗が中国から伝わるにつれ、律宗（具足戒）の伝統が廃れていくことになった。
漢訳大蔵経においても、部派仏教の時代まで「三蔵」の筆頭である「律蔵」としての地位を占めていた面影は無く、般若経など大乗仏教経典に追いやられる形で、後景に退く格好になっている。大正新脩大蔵経においても、これらは「律部」という後方の狭小な範疇に追いやられている。

### チベット仏教
チベット仏教では、根本説一切有部の『根本説一切有部律』が継承・採用されている。
チベット仏教は、中国仏教（北伝仏教）よりも更に仏教の受容時期が遅く、既に密教化した形で輸入・移植されたため、事情は中国仏教（北伝仏教）と大差は無い。ただし、アティーシャ以来、戒律復興が成されたため、中国仏教（北伝仏教）圏よりは、はるかに律が尊重・堅持されている。
チベット大蔵経も、顕教・密教が分類整理されて収録され、収録の仏典は漢訳大蔵経と大差が無いが、「律蔵」「経蔵」に相当する「カンギュル」、「論蔵」に相当する「テンギュル」の組み合わせで構成され、律が最初に置かれるなど、漢訳大蔵経と比べると、「三蔵」との対応関係がしっかりと維持されている。